# Église Saint-Mathias de Saint-Mathias-sur-Richelieu

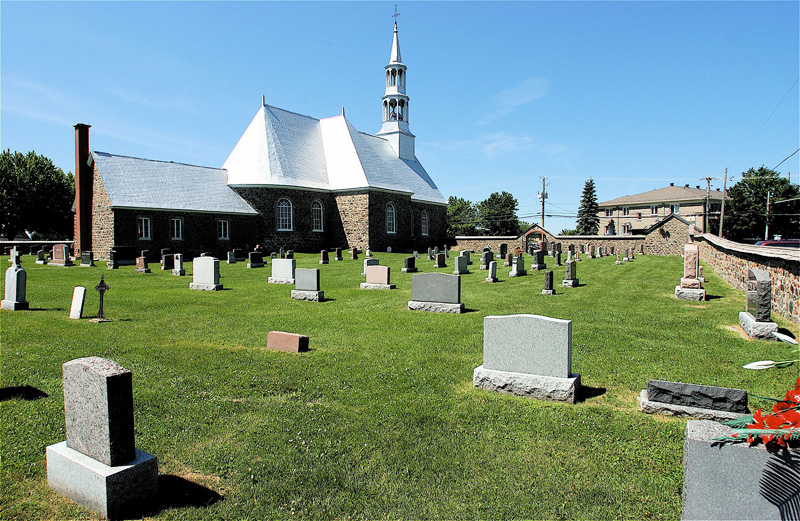
Cimetière historique de l'église Saint-Mathias-sur-Richelieu

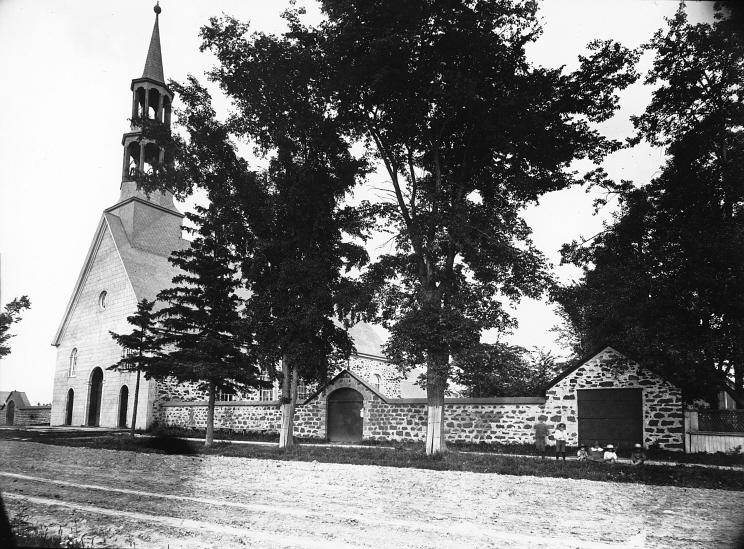
Église Saint-Mathias, vers 1900

L’église Saint-Mathias est une église paroissiale catholique située à Saint-Mathias-sur-Richelieu, au Québec.

## Description
Érigée en 1784, c'est l'une des plus anciennes églises de la vallée du Richelieu. C'est une église construite selon le plan en croix latine, comme bien des églises de la fin du XVIIIe siècle. Fait intéressant, cette église est une des rares du Nouveau Monde à avoir un cimetière entouré d'un mur de pierre toujours présent aujourd'hui. De plus, son chœur est étrangement profond par rapport à la nef; ceci résulte d'un agrandissement du chœur en 1817 durant la réfection de l'église, au cours de laquelle on a aussi procédé au remplacement du clocher par celui que l'on peut apercevoir aujourd'hui, qui est du type à double lanterne ajourée.
À l'intérieur, la décoration a été faite dans un style rococo-baroque, comme dans la plupart des églises canadiennes de la fin du XVIIIe siècle. Dans le cas de l'église Saint-Mathias, on a toutefois réalisé deux décorations intérieures bien distinctes. La première, dont subsiste seulement le maître-autel, a été exécutée de 1794 à 1797. La deuxième a été faite après l'agrandissement du chœur et la réfection du clocher, soit en 1821, par René St-James dit Beauvais, Jean-Baptiste Barrette et Paul Rollin. 
Les derniers éléments du mobilier qui ont été installés dans l'église sont les deux autels latéraux, exécutés par la maison Paquette et Godbout, selon les plans de l'architecte Casimir Saint-Jean, entre 1896 et 1900.